# مکنزی پورتر
مکنزی پورتر (انگلیسی: MacKenzie Porter؛ زادهٔ ۲۹ ژانویهٔ ۱۹۹۰) خواننده، ترانه‌سرا، بازیگر اهل کانادا است. وی از سال ۲۰۰۷ میلادی تاکنون مشغول فعالیت بوده‌است.
از فیلم‌ها یا مجموعه‌های تلویزیونی که وی در آن‌ها نقش داشته‌است، می‌توان به جهنم متحرک، کریسمس در سرزمین عجایب و سوپرنچرال اشاره نمود.